# 毒の歴史
毒の歴史では、毒に関連する歴史を記述する。今日から紀元前4500年にまで遡ることができる。

## 概要
毒は武器や、毒そのものの解毒、そして薬など様々な目的で用いられ、毒性学（トキシコロジー）やその他さまざまの学問において飛躍的な進化を遂げてきた。
発見されたのは太古の昔であり、原始においても文明化ののちにも獲物や敵を素早く確実に倒すための道具として使用された。毒の用法は洗練されていき、古代人たちは武器としての威力を高めるため毒と関わり続けてきた。歴史が下り、特にローマ帝国の時代がくると、暗殺というさらに今日的な使い方が現れるようになる。すでに紀元前331年ごろにはディナーテーブルの飲み物に忍ばされた毒がその役目を果たしたことが記録されているし、同様の試みは既に広くなされるようになってきた。この致死性の物質を使うことは、あらゆる社会階層においてみられる。身分の高い人々であっても、目障りな政敵や商売敵を亡き者にするため、しばしば毒を用いてきたのである。
中世ヨーロッパで毒は、殺人術の一つとしてさらに一般的になっていった。一方でよく知られた毒の多くに解毒の方法が見つかるようになるが、これは毒の有用性がさらに高まったことを受けてのものである。アポセカリーとして知られる商家では毒だけでなく様々な医薬品を扱っていて、表通りに店を構えているのが普通だった。伝統的に薬としても使われていたこの物質は、しかしより陰惨な目的も持ち始めていたのだ。おそらく同時期に、世界の他の地域でも暗殺をより不透明なものにし、検出されないようにする毒物が求められていた。この「毒の叙事詩」はアジアの一部でもやはり隆盛をきわめていたのである。
世紀が変わっても、人の道を外れたような、誰かに危害を加えるための毒の使用は広まる一方だった。これらの解毒方法もまた進化していたのだが、新たな毒物の発見は止まらず、犯罪に常用されていくのである。今日では有害物質による毒殺はその数を減らしてはいるが、工業製品に囲まれた日々のなかで毒による事故という新たな危険が生まれている。いってみれば毒を使うことそれ自体は累乗的に広まったということだ。農薬や消毒薬、洗剤、保存剤などの形で毒はどこにでも存在している。他方、発展途上国ではいまもなお毒が狩猟の道具という最初期の使われ方をしている。例えば、アフリカや南アメリカ、アジアなどの一部である。

## 毒の起源

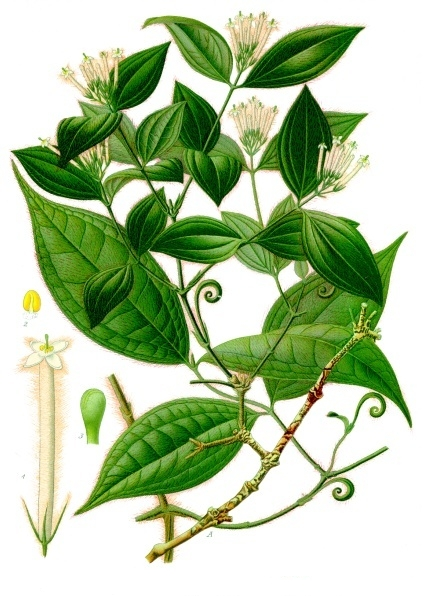
Strychnos toxiferaはマチン科の植物。抽出される毒はしばしば矢じりに塗られた

考古学の成果によれば、原始人たちは斧や棍棒、すこし時代が下って剣を武器にするとともに、それらをより強力にし容易く命を奪うことができるようにする方法を求めていた。その答えが毒であった。ツボクラリン（ツヅラフジ科の植物の浸出液で、毒性を含んでいる）を蓄えもっておくような賢い人間たちはそれを狩りの道具として活用していた。初期のヒトが様々な効果をもつ毒を発見し、それを武器としていたことは明らかである。この奇妙なる毒物の存在とその使用法は部族や氏族の長老たちによって秘蔵されるとともに、偉大な力の象徴とみなされていたという考え方もある。それは典型的な「呪医」(medicine man) や「魔女」(witch doctor) という概念の誕生でもあった。
毒の危険性とその扱い方が理解されるようになったのは、その危うさを味わった人間がいるからでもある。ポントスに君臨したミトリダテス4世は毒による暗殺に怯えながら一生を過ごした。彼は解毒の方法を求めて奔走した先駆者でもある。在位中のミトリダテス4世は死刑囚に毒を盛りつつ解毒薬の治験を行い、自分があらゆる毒への耐性をえることができるよう、なかば偏執的なまでに毎日いくつもの毒を試みた。ついに彼はわずかな量のハーブをいくつも調合することでこの時代もっとも有名になった治療薬を発見しており、ミトリダティウム (Mithridatium) と名づけられた。それは彼の王国がローマのグナエウス・ポンペイウスによって征服されるまで極秘の扱いを受けていた。ポンペイウスが勝利すると、ミトリダテス王の解毒薬の製法、および薬草の研究書はローマ人のものとなった。小プリニウスは7000以上もの毒について記述している。彼によれば、「ポントスの一地方で毒入りの餌を与えられていたとおぼしきアヒルの血、それが後にミトリダティウムの調製に用いられた。なぜならそのアヒルは毒入りの餌を食んでも、まったく健康であったのだ」。インドの外科医ススルタは遅効性の毒のまわり方とその治療薬について書き残しているが、やはり毒を返すための伝統的な素材を用いたこの解毒薬について語っている。

### インド
毒を塗った武器は古代インドで用いられ、戦術にも取り入れられた。サンスクリット語の詩行にこんなものがある。「井戸には毒が流され、汚された Jalam visravayet sarmavamavisravyam ca dusayet 」
カウティリヤ（紀元前350年-283年頃）は、マウリヤ朝初代チャンドラグプタ王（紀元前340年-293年頃）の相談役であり首相でもあった。カウティリヤは国益を得るために秘密の武器、すなわち毒をつかうよう王に誘いかけた。一方で彼は暗殺への警戒も怠ることなく、毒見役の設置を急ぎ、毒を検出するための方法も洗練させた。さらに王命に逆らったものへもしばしば毒をもって死刑とした。

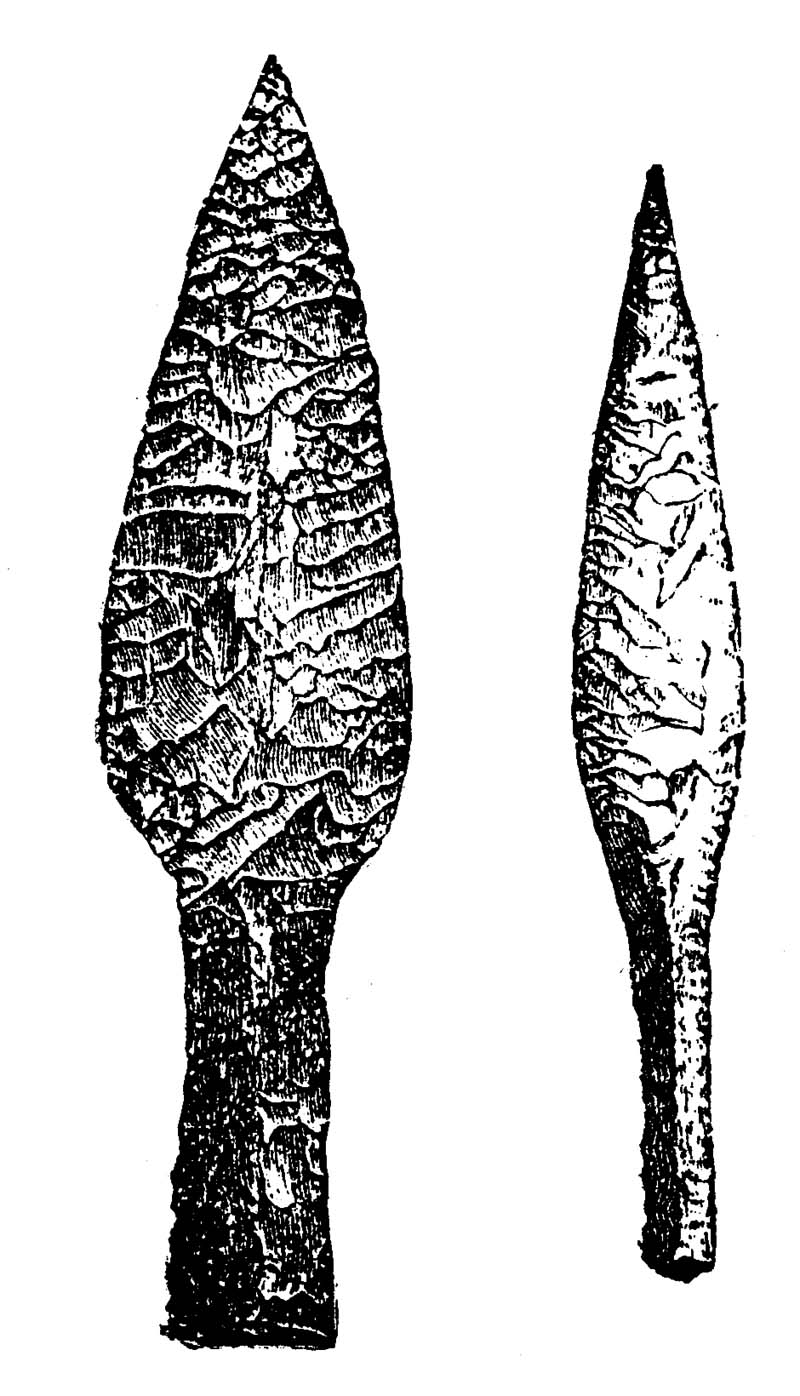
狩りにもちいられた石剣や石槍

### エジプト
他の文明と異なり、エジプトでは毒の使用およびその知識についてほとんど記録がされておらず、紀元前300年ごろと推定される史料までしか遡ることができない。しかし最初期の有名なエジプトのファラオ、メネス王が毒性のある植物や毒液の分析を進めていたと考えられる記録もある。
紀元前350年ごろの王ナクタネボ２世の治世の時代に、神官エサトゥムが彫ったといわれている石碑が現存している。メッテルニヒ碑文もしくは魔術碑文といわれている。人々が病気の治癒の相談にやってくる神殿に石碑を建てたといわれている。この聖なる石碑に刻まれた呪文を読みながら、石碑に注がれる聖水を飲み治療したと推測される。
しかしその後のプトレマイオス朝エジプトでは毒に関する知見が存在したという証拠が、古代の錬金術師アガトダイモン（おそらく紀元前100年ごろ）の著作にみつかる。彼はある種の鉱物とナトロン（ソーダ石）が混ざると「猛毒」が生み出される、と語っているのだ。この毒は、すっきりした解決を与えてくれる「水没 (disappearing in water)」と表現されている。エムズレーはこの「猛毒」が三酸化砒素ではないかとし、この正体不明の鉱物が鶏冠石か石黄と結びついたためだと推測している。
エジプト人には、アンチモン、銅、鉛、天然の砒素、アヘン、さらにはマンドレイクといった素材への知識も継承されていたと考えられている。他にもこのような秘密がパピルスには蔵されている。はじめて毒を高度に抽出し、巧みに操ったのはエジプト人だといまでは考えられている。それは桃の種から取り出されたものだった。
そしてついにクレオパトラの時代が訪れる。彼女はアントニウスの訃報を耳にし、エジプトコブラの毒で死ぬことを選んだといわれている。その死に先立って、彼女はまるでハツカネズミのように何人もの下女たちにベラドンナやヒヨス、ストリキニーネの木の種などいくつもの毒を試したと伝えられている。

### ローマ

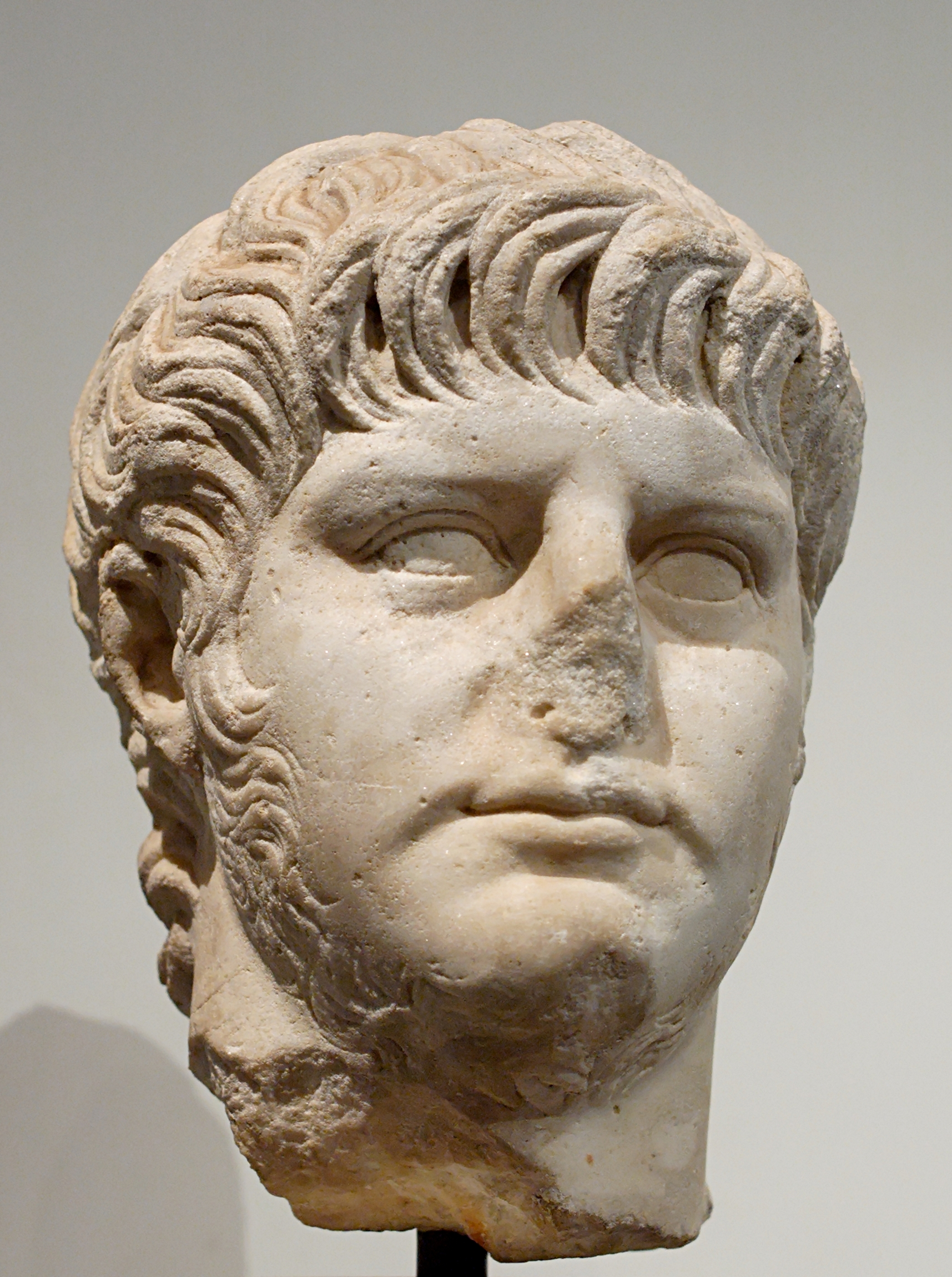
ローマの皇帝ネロの胸像。彼は気に入らない人間を排除するために青酸カリをもちいていた

ローマでの毒殺は晩餐の席や公共の飲食スペースなどで実行され、紀元前331年にはすでに確認されている。こういった毒殺は、社会のあらゆる階層で私利私欲のためにひろく行われた。リウィウスはローマの上流階級や貴族たちのうちで毒殺された人間を記録している。ローマの皇帝ネロも側近に毒を与えるのを好んでいたことで有名で、私設の毒殺者さえ置いていたという。お気に入りの毒はシアン化物だったといわれている。
ネロの先帝であるクラウディウスは毒キノコかそれに代わる毒草で暗殺されたという説があり、その死因については議論がわかれている。彼の毒見役であったハロタス、侍医であったクセノフォン、悪名高い毒殺者ロクスタ、この3人全員が暗殺につかわれた死の薬に関わったといわれている。しかしクラウディウスの最後の妻であったアグリッピナこそが疑惑の中心人物とされており、おそらくは彼女自身が毒を調製したのだという。一説では、夕食を一口啜ったクラウディウスは延々と苦しんだのちに死んだ。またその場では何とか一命を取りとめたという者もいる。それによれば、毒を吐き出そうとするのを助ける風を装うアグリッピナに、毒に浸された羽毛を喉に押し込まれて殺されたのだという。また毒を盛られたのは、夕餉の皿だとも浣腸器だともいわれている or by poisoned gruel or an enema.。ネロを寵愛していたアグリッピナは息子を帝位につかせようという野心を抱いており、クラウディウスにその陰謀を疑われたために彼を毒殺したと考えられている。

## 中世
時代が下った中世ヨーロッパでは毒の性質が知られ、それが単なる魔法や奇跡ではないことが理解されるようになると、薬と毒を販売し供給するアポセカリーと呼ばれる商店が現れた。毒のもつ医学的な側面はほとんど知られていなかったのだが、そのあまり実用的ではなく合法的でもない目的から人々は公然と毒を買い求めたのだった。それらアポセカリーで働く錬金術師たちは直に毒を扱わざるをえず、いつ健康を損なうかもしれない危うさのなかで仕事をしていた。この頃には世界中で毒を扱う技術が進んでおり、たとえばアラブ世界では飲み物に入れた砒素を透明化し無味無臭にすることに成功しており、この手法を用いた暗殺者たちの毒は、発見する側の科学の未発達もあり、少なくとも100年間は検出されないままだったとされている。
チョーサーの「カンタベリー物語」は14世紀から15世紀に書かれたとされるテクストだが、このアポセカリーから害獣駆除だといって毒を買い求める殺人者の話がでてくる。
And forth he goes—no longer he would tarry—
Into the town unto a ‘pothecary
 And prayed him that he woulde sell
 Some poison, that he might his rattes quell…
 The ‘pothecary answered: "And thou shalt have
 A thing that, all so God my soule save,
 In all this world there is no creature
 That ate or drunk has of this confiture
 Not but the montance of a corn of wheat
 That he ne shall his life anon forlete.
 Yea, starve (die) he shall, and that in lesse while
 Than thou wilt go a pace but not a mile
 The poison is so strong and violent—カンタベリー物語—免罪符売りの話. Lines 565–581.
この引用は毒に言及した文学作品の例である。毒と薬はフィクションのなかでは非常に普遍的なテーマであって、例えばシェイクスピアにもそれは当てはまる。また学術的テクストでもこのテーマを論じたものがある。フィクション、ノンフィクションに関わらず、その多くは僧侶によって書かれたものだった。当時の僧侶は一流の知識人でもあり、このテーマで出版されたものの大部分が彼らの手による。
ノンフィクションの著作の一例として、「毒の本 The Book of Venoms 」がある。これは当時有名だった毒の効能と使用法について記したもので、1424年にMagister Santes de Ardoynisによって書かれた。この本はその毒について最も知られるところとなる処方を記したものとも評されていた。とはいえこの実際的な本は出版されることがなく、研究のためにとあるサークル内に留めおかれていたと推測されている。

### 大衆の反応
真理が大衆から遠ざけられたままであれば、眼をそむけたくなるような毒の使い方についての民話や噂が広まることは防ぎようがない。当時、イギリスをはじめとしたヨーロッパには毒への妄想症が蔓延した。適量をひそかに調製したなら致死性をもつであろうその「薬効」が周知の事実となったことにも後押しされ、毒への関心はうねりとなってひろがったのである。毒をつかえばたやすく殺人が行える上、痕跡が残りにくく人目につかないため、大抵その犯罪は気づかれずに済む。おそらくこの妄想症の大波は巷の話題を独占したのだが、大衆が毒素に対する対策を求めても、それに関する本は不安を煽るだけか完全に間違っていたりしたことも背景にはあるのだろう。
当然ながら冴えた書店員はこの問題を本を売るための「手」にし、人々がありもしない安全策をもとめて本を買うために危険を誇張した。宝石商なども毒素を弱めるアミュレットを販売し、傷薬を扱う医師は当時この疑惑によって大きな利益を得た。大衆が待ち焦がれていた情報は結局学徒と科学者だけのものであり、一般人はその妄想を確かめることができないままだったのである。

## 中世ペルシア・インド
ペルシア生まれのアル・ラーズィー（ラゼス）の著した「秘中の秘 Secret of Secrets 」に塩化水銀(II)（corrosive sublimate　和訳は昇汞水）を発見する糸口をつかんでもいる。これに由来する軟膏は、現在では疥癬と呼ばれるところの「痒み」とアル・ラーズィーが表現した症状を緩和するために用いられた。この軟膏は効果的であった。水銀の毒は肌に浸透し、痛みと痒みを消し去ることができたからである。
インドでは14世紀から15世紀にかけてラージャスターンに内乱を抱えていた。そこはラージプートの本拠地であったのである。そしてラージプートの女性たちは、息子、兄弟、夫が戦死したならば、自ら毒によってjauhar（文字通りに「命を奪う」）を行う習わしを持っていた。jauhar はクシャトリヤという武人階級の間で行われていたもので、侵略者のもとでの従属や隷従、強姦、殺人という不幸を拒むためのものであった。

## ルネサンス期
ルネサンス期ごろには、違法かつ卑劣な目的で毒をもちいることが隆盛を極めていた。それが人殺しや暗殺者に必須の道具となっていたことは間違いない。犯罪結社などで毒がそれだけの人気を得たのは、毒そのものに新たな発見がされ続けていたことにも理由がある。14世紀から15世紀に生きたイタリアのある錬金術師は、毒性をもった物質をかけ合わせることで同じものを増量するよりもはるかに強い効果を生みだすことに気づいていた。学問としての体系も整えられ、今日毒性学として知られるものに近づいていく。こうして人を殺すための手段として毒は社会に根付いていき、夜会に訪れる人間は、主賓あるいは客の誰かが食事に毒を盛りはしないかと恐れるようになったのである。

### ボルジア家

ローマ教皇アレクサンデル6世。本名はロドリーゴ・ボルジア

チェーザレ・ボルジアは教皇アレクサンデル6世の息子であった。5人の息子を高位につけるために権力を振るった父は、おそらくその正当性を巡って史上最も議論を呼んだ法王の一人だろう。彼は好戦的で残忍な人間であったと考えられており、忌諱と畏怖とを一身に集めていた。チェーザレ・ボルジアはそのような問題の多い父を持っていたというだけではなく、毒をこのんだ殺人者であったことでも悪名高い。その犠牲者へのやり口を、アポリネールは「ボルジアの処方箋」と呼んだ。
| 「 | 名高いカンタレラ。ボルジア家が正体を知らぬままに砒素と併用した成分は燐であった。この秘密の成分の知識をボルジア家にもたらしたのはスペインの修道僧で、その解毒方、および砒素の解毒方についても知悉していた。おわかりだろう、これこそが彼らの強力な武器だったのである。 | 」 |

チェーザレ・ボルジアの父が亡くなると、その死因についていくつもの噂が飛んだ。そしてそれはたいてい教皇が毒によって凄まじい死に方をしたという話に落ち着くのだった。アレクサンデル6世が飲んだ毒入りのワインは、実は別の人間のために用意されたものだというのがアポリネールの考えである。ワインではなく砂糖菓子だったという説もあった。いずれにせよ法王の死を嘆くものは少なく、その地位を汚したと考えるものはむしろ心待ちにしていたのだった。史料が示しているのは、彼が実際に何らかの方法で毒殺されたということであり、彼の遺体は見るも無残なほどに腐敗していたという。あらぬ疑惑を呼ばぬため、それを目にすることができるのはろうそくを灯した真夜中だけであった。

### Council of Ten
16世紀には毒がある種の学問にすらなっていた。ヴェニスやローマをはじめとしたイタリアのいくつかの都市では毒の使い方および学問としてのそれを教える学校が誕生していた。それに先駆け15世紀には錬金術師と毒殺者によるギルド、Council of Ten が組織されている。この毒専門の暗殺者たちによるカルト組織は契約を結んで報酬をうけとるもので、その対象となった人物は、何種類かの毒物を検出不可能な量で混ぜ合わせた薬品で殺されたのだった。

### Neopoliani Magioe Naturalis
「Neopoliani Magioe Naturalis」という本の初版は1589年末である。これは学問としての毒と、実践に役立つ技術とを詳細に解説したものである。この著作によれば最も効率がよいのは狙った人間のワインに毒を混ぜることであり、この手法は当時たいへんに普及した。「狼の毒 Veninum Lupinum」という猛毒の調合法もこの本には載っている。これはトリカブト、イチイ属の液果、生石灰、砒素、ビターアーモンド、ガラス粉末を蜂蜜と混ぜ合わせるというものである。完成品は胡桃ほどの大きさの錠剤になったと考えられている。

## 16世紀以降
16世紀の終わりごろには技術としての毒の中心地はイタリアからフランスへと移り、犯罪に毒がもちいられることはますます多くなっていった。1570年代にはパリだけで三万人もの人々が何らかのかたちで違法かつ道徳的でない毒の使い方をしていたという数字もあり、もはやこの現象そのものが「悪疫」あるいは「伝染病」と呼ぶにふさわしいものになっていた。この伝染病はいくつもの弔いの鐘を響かせる一方で、犯罪とは何のかかわりもない人々にも大きな影響を与えている。とりわけ貴族の多くは毒の恐怖に怯えるばかりであった。彼らはごく信頼できる人間との晩餐会にしか訪れないようになり、雇い入れる従者も自らが選ぶのが当たり前になる。きわめて高貴な生まれであり、毒を極端に恐れていた有名な人物を何人か挙げることができる。ヘンリエッタ・アンとヘンリ6世である。彼女は毒を気にするあまり、十二指腸潰瘍で腹膜炎になるやいなや毒が盛られたのだと早合点をした。ヘンリ6世もルーブルを訪れた際には自分で調理した卵しか食べなかったと記録されており、飲み物も自分で注いだ水しか口にしなかったという。1662年、ルイ14世はアポセカリーに規制をかけ、信用できると判断された人間以外が毒を販売することを禁止した。

### Chambre Ardente
毒物の販売へ規制がかかった頃、ノートルダムの僧侶たちは毒にまつわる懺悔の多さに驚きの声を残している。彼らは王へと「毒の伝染病」がどれだけ悪影響をもたらしているか、その実態を報告することにした 。それに対して王は「Chambre Ardente 」と名づけられた調査を行うという布告を出す。この調査は「affaire des poisons 」として知られている。
この取り締まりは国家権力のもとで行われたにも関わらず、罰を逃れるためのつてを持っていた凶悪な毒殺者たちのほとんどが逮捕されることはなかった。それでも布告の期間中におよそ442人が捕らえられ、処罰を受けている。この命令には反動、あるいは余話がある。この騒動で毒物やその使い方への関心が高まり、なぜかそれを取り締まるための布告が出された後のほうが毒に手をだす人間が増えてしまったのだ。

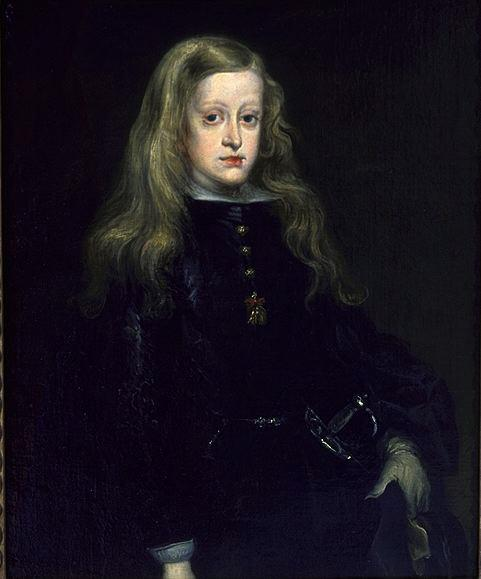
スペインのカルロス2世

### スペイン
イタリアやイギリスを根城とした犯罪者たちは、毒が人に危害を加えたり、命を奪ったりする手段として有効であることを示した最初の人間たちだった。毒の扱い方は当時のヨーロッパ全体に知れわたっていた。スペインもエリザベス1世を亡き者にしようとして失敗を繰り返してきたことで有名である。ユダヤ人のロドリゴ・ロペスという内科医は女王を暗殺するためスペインに声をかけられた。しかしそれは失敗し、彼は逮捕され絞首刑に処されている。もっとも女王と宰相ロバート・セシルはその有罪を疑っていた。シェイクスピアの「ヴェニスの商人」の登場人物は、部分的にこのロペス医師に着想をえたものだと考えられている。この象徴的な事件ののち、女王の食事はつねに毒見がなされるようになり、調理過程の警備も厳重になった。彼女は予防のため週に一度解毒薬を飲んでいたことでも知られている。
反対にスペイン国内でも王族を毒殺しようという企てはあり、何人かの人間たちが主君の命を狙っていた。これが成功したものとして（ヨーロッパでは数少ない成功例である）、カルロス2世の妃、マリア・ルイサの毒殺がある。彼女は1689年9月に急逝したのだった。

## 20世紀
この傾向はヴィクトリア朝時代まで続き、一つながりの叙事詩のようなものとみなされている。なおも毒は人を殺す一番てっとりばやく、シンプルな方法だと考えられていたのだ。しかし、この時代には多少の違いもみることができる。たとえば毒による「当世風の」犯罪を扱う生命保険会社の誕生である。これは保険をかけられた人間が毒殺された場合には、その不幸な親族に大金が支払われることを保証するものであった。しかし1900年代にはいると、毒に対する技術もまた改良され、効果的なものとなっていき、毒をつかって悪事をなすことは前世紀にくらべて非常に難しくなっていった。毒殺者にならんとする人間に立ち向かうため日々進歩する技術を取り入れることがはっきりと目指されていたのだ。しかし教育を受けた層が広がったことで、毒の使いかたを理解することのできる人間も増えてしまい、そういう人々は毒をつかった犯罪を計画的に行うことのできる知識と技能をも持ち合わせていることがほとんどだった。限られた一部の人間だけが殺人を実行できるだけの知識を持っていたのがまったく過去のことになってしまったのだ。

### 昔の毒
毒はいまもむかしも殺人の道具として用いられてきた。20世紀はじめには砒素がよく使われた。第一次世界大戦以降は硫黄を成分とするマスタードガスも使用された。20世紀半ばごろにはシアン化物がたいへんポピュラーになった。第二次世界大戦のエージェントたちにとって毒は自殺の手段に重宝された。逮捕された場合は敵国から凄惨な拷問をうけるからである。ナチスの指導者であったヘルマン・ゲーリングも、ニュルンベルク裁判で絞首刑が前提となった夜にシアン化物を飲み、自ら死を選んだ 。
しかし新たな毒は、毒性学の研究範囲を飛び越えて幾度となく使われ続けた。これはつまり新しい未知の毒物をつかい誰かを殺しても、その死は珍しい病気による不幸なケースとして処理されてしまうということである。毒性学をはじめ毒を扱う学問領域にかかる負担はいままでにないものだ。これまで出会ったことのない毒をつかって罪を犯そうとする人々に追いつくため、常に研究をしていく必要がある。